# 姜宇
姜 宇（きょう う、? - 384年）は、五胡十六国時代前秦の人物。字は子居。天水郡冀県の出身。

## 生涯
幼くして孤児となり、貧しい生活を送った。その為、河北にある陳不識の家で、羊の世話をして生計を立てていた。
15歳になると身長は七尺九寸に達し、聡明にしてその容貌や振る舞いは美しかったという。いつも夜には読書に励み、眠くなってくると建屋の梁から紐を吊り下げて頭にかけて眠らぬようにし、明け方になるまでやめなかったという。
陳不識は彼を只者ではないと考え、自らの娘を妻にしようとしたが、彼の妻はこれを認めなかった。ある時、陳不識は酒を用意して姜宇を招くと、娘にはその様子を密かに観察させた。その後、陳不識は娘へ「姜宇は文士であり、才知を有している。我は汝をその妻にしようと考えているが、汝の母は宇（姜宇）が我が家の牧人に過ぎないとして、これを認めぬ。汝はどう思う」と問うと、娘は「宇の容姿・才能を観たところ、どうして人のために羊を牧すだけで終わりましょうか」と答えたので、これをその妻とした。
その後、姜宇は前秦に仕官し、苻堅の時代には屯騎・南巴二校尉に抜擢された。
371年2月、涼州刺史に任じられ、後に南巴校尉にも任じられた。
379年3月、東晋の右将軍毛穆之は兵3万を率いて巴中を攻撃し、さらに東晋の前鋒督護趙福・将軍袁虞らに水軍1万を与えて長江を遡上させて巴西まで進出した。これに対し、姜宇は配下の張紹・仇生らに水軍・陸軍併せて五千を与えて迎撃させ、南県において東晋軍を破って七千人余りを討ち取った。これにより毛穆之は巴東まで撤退した。
380年10月、寧州刺史に任じられた。また、時期は不明だが、京兆尹・御史中丞・尚書を歴任している。
384年7月、前秦の平陽郡太守慕容沖が反乱を起こして長安へ迫った。姜宇は前将軍に任じられ、苻堅の命により3万を率いて河間公苻琳と共に灞上へ進出し、慕容沖を迎え撃った。だが、慕容沖軍に敗北を喫し、姜宇は斬り殺された。